# Dietrich von Brühl
Dietrich Graf von Brühl (* 1. Dezember 1925 in Königsberg; † 13. November 2010 in Wien) war ein deutscher Diplomat.

## Leben
Dietrich von Brühl wurde im Zweiten Weltkrieg zur Wehrmacht eingezogen und kämpfte ab 1943 im Panzerregiment 2, das zur 16. Panzer-Division gehörte. Seine Erlebnisse schilderte er später in einer Radomice oder der Untergang des Panzer-Regiments 2 überschriebenen, nicht datierten Broschüre.
Brühl trat in den Auswärtigen Dienst ein. Er war Legationsrat in der Botschaft in Accra, an den Botschaften in London und Brüssel tätig und Gesandter in der deutschen Botschaft in Warschau. Von 1986 bis 1990 war Botschafter in Wien, zunächst als westdeutscher Botschafter, dann, zur Zeit der Wende, als gesamtdeutscher Botschafter. Brühl war Mitglied der katholischen Studentenverbindung KStV Tuiskonia-Monasteria Münster.

## Familie
Dietrich von Brühl ist der Enkel von Friedrich-Franz Graf von Brühl (1848–1911) und der Sohn von Georg Graf von Brühl (1882–1976), der von 1919 bis 1935 Landrat des Kreises Allenstein war.
Dietrich von Brühl heiratete Maria-Oktavia Gräfin von Waldburg zu Wolfegg und Waldsee. Die Autorin Christine von Brühl ist ihre Tochter.

## Auszeichnungen
1990 wurde Brühl mit dem Verdienstkreuz 1. Klasse des Verdienstordens der Bundesrepublik Deutschland für seine „grenzüberschreitende kulturelle Tätigkeit“ und mit dem Großen Goldenen Ehrenzeichen am Bande für Verdienste um die Republik Österreich ausgezeichnet.

## Werke
- Radomice oder der Untergang des Panzerregiments 2. Niederndorf 1994 (40 S.).
- Dietrich Graf Brühl: Aufbruch in eine neue Zeit: 1989 im Rückblick. Hrsg.: Manfried Rauchensteiner. Heeresgeschichtliches Museum, Wien, OCLC 49531887 (114 S.).